# Butch Johnson
Richard Andrew Johnson, detto Butch (Worcester, 30 agosto 1955 – Woodstock, 27 maggio 2024), è stato un arciere statunitense.

## Palmarès
- Giochi olimpici

Atlanta 1996: oro a squadre.
Sydney 2000: bronzo a squadre.
- Mondiali

Riom 1999: bronzo a squadre.
- Giochi panamericani

Mar del Plata 1995: argento nell'individuale 70 m, bronzo nell'individuale.
Winnipeg 1999: oro a squadre.
Rio de Janeiro 2007: oro a squadre.